# PAv

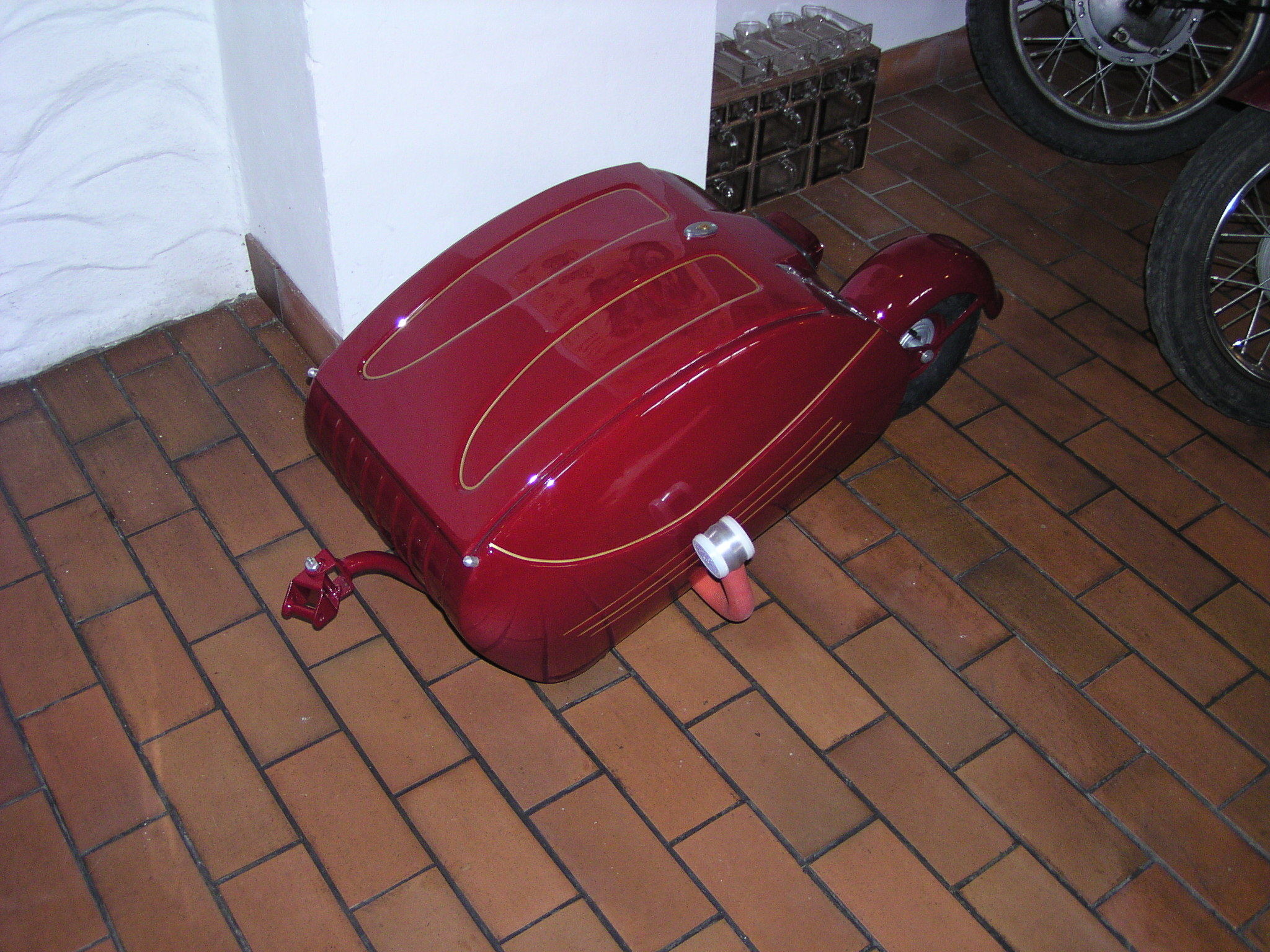
Přívěsný vozík PAv v motocyklovém muzeu v Lesné

PAv byl přívěsný vozík za motocykly. Původně byl vyráběn v letech 1960-1963 v podniku Avia v Letňanech. V roce 1964 se výroba přesunula do Kovozávodu Semily, přičemž hlavní výrobna sídlila v Roztokách u Jilemnice. Vozíky vyráběné v Semilech se lišily několika maličkostmi, jako byla jiná pneumatika. V pozdějších letech se pak začal vyrábět typ PAv 100 připojovaný za automobily.

## Typy
- PAv 40
- PAv 40/b
- PAv 40/c
- PAv 41
- PAv 100